# Jan Kuhlbrodt
Jan Kuhlbrodt (* 19. Februar 1966 in Karl-Marx-Stadt) ist ein deutscher Schriftsteller. Er ist Verfasser von erzählenden Werken, Essays, Gedichten, Theaterstücken sowie eines Blogs. 

## Leben
Jan Kuhlbrodt studierte Politische Ökonomie an der Universität Leipzig sowie Philosophie und Soziologie an der Universität Frankfurt am Main. Von 1997 bis 2001 absolvierte er außerdem ein Studium am Deutschen Literaturinstitut in Leipzig. Er war als Lehrer in einem Projekt für jugendliche
Strafgefangene und als Antiquar tätig. Von 2007 bis 2010 war er Geschäftsführer der Literaturzeitschrift Edit, Lehrbeauftragter an der Hochschule für Musik und Theater „Felix Mendelssohn Bartholdy“ Leipzig und Gastprofessor am Deutschen Literaturinstitut. Heute lebt er als freier Schriftsteller in Leipzig.
Der an Multipler Sklerose erkrankte Schriftsteller thematisierte sein Leiden in dem Roman Krüppelpassion, für das er 2023 mit dem Alfred-Döblin-Preis ausgezeichnet wurde. Er wird von seiner Frau, der Schriftstellerin Martina Hefter, gepflegt.
Kuhlbrodt ist Mitglied im PEN-Zentrum Deutschland und Mitgründer des PEN Berlin.

## Werke
- Lexikon der Statussymbole. Leipzig 2001.
- Platon und die Spülmaschine. Leipzig 2002 (zusammen mit Ernst Kahl).
- Verzeichnis. Gedichte. München 2006.
- Wagnis Warteschleife. Gedichte. München 2007.
- Schneckenparadies. Erzählung. Plöttner Verlag, Leipzig 2008. 
  - Neuauflage Gans Verlag, Berlin 2024, ISBN 978-3-946392-47-7, als Teil 2 der Chemnitzer Trilogie.
- Zentralantiquariat. Parasitenpresse, Köln 2010.
- Vor der Schrift. Erzählung. Plöttner, Leipzig 2010.
- Il manifesto. Parasitenpresse, Köln 2012.
- Stötzers Lied. Gesang vom Leben danach. Gedichte. Verlagshaus J. Frank, Berlin 2013.
- Das Elster-Experiment. Sieben Tage Genesis. Essay. mikrotext, Berlin 2013.
- Geschichte. Essay. Verlagshaus J. Frank, Berlin 2013.
- Kaiseralbum. Choräle und Kantaten. Verlagshaus Berlin, Berlin 2015.[4]
- Das Modell. Roman. Edition Nautilus, 2016 Hamburg, ISBN 978-3-96054-014-4
- Das Stockholm Syndrom. Novelle. Elif Verlag, Nettetal 2018, ISBN 978-3-946989-06-6
- Die Rückkehr der Tiere. Gedichte. Verlagshaus Berlin, Berlin 2020. ISBN 978-3-945832-36-3
- Das Land und ich wir werden. Texte und Zeichnungen. Zusammen mit Petrus Akkordeon. Gans Verlag, Berlin 2022. ISBN 978-3-946392-27-9
- Schrift unter Tage. Essays und Kolumnen. Gans Verlag, Berlin 2023. ISBN 978-3-946392-29-3
- Krüppelpassion – oder Vom Gehen. Chemnitzer Trilogie, Teil 3. Gans Verlag, Berlin 2023. ISBN 978-3-946392-34-7
- Vor der Schrift. Chemnitzer Trilogie, Teil 1. Erzählung. Neuauflage, Gans Verlag, Berlin 2024, ISBN 978-3-946392-38-5.
- Schneckenparadies. Chemnitzer Trilogie, Teil 2. Roman. Neuauflage, Gans Verlag, Berlin 2024, ISBN 978-3-946392-47-7.
- Chemnitzer Trilogie. Roman. Gans Verlag, Berlin 2025, ISBN 978-3-946392-55-2.
- Wäsche im Wind und Polizisten. Gedichte. Gans Verlag, Berlin 2025, ISBN 978-3-946392-63-7.

## Ehrungen
- 2007: Stipendium des Autorenförderungsprogramms der Stiftung Niedersachsen.
- 2014: Sächsischer Literaturpreis[5]
- 2022: Kestler-Haeusler-Ehrengabe
- 2023: Alfred-Döblin-Preis